# Municipio de Warren (condado de Jefferson)
El municipio de Warren (en inglés: Warren Township) es un municipio ubicado en el condado de Jefferson en el estado estadounidense de Ohio. En el año 2010 tenía una población de 4232 habitantes y una densidad poblacional de 70,36 personas por km².

## Geografía
El municipio de Warren se encuentra ubicado en las coordenadas 40°11′46″N 80°43′12″O / 40.19611, -80.72000. Según la Oficina del Censo de los Estados Unidos, el municipio tiene una superficie total de 60.15 km², de la cual 59.82 km² corresponden a tierra firme y (0.54%) 0.33 km² es agua.

## Demografía
Según el censo de 2010, había 4232 personas residiendo en el municipio de Warren. La densidad de población era de 70,36 hab./km². De los 4232 habitantes, el municipio de Warren estaba compuesto por el 98.18% blancos, el 0.71% eran afroamericanos, el 0.07% eran amerindios, el 0.07% eran asiáticos, el 0.02% eran isleños del Pacífico, el 0.14% eran de otras razas y el 0.8% pertenecían a dos o más razas. Del total de la población el 0.43% eran hispanos o latinos de cualquier raza.